# 伊塔帕热
伊塔帕热（葡萄牙語：Itapajé）是巴西塞阿拉州的一个市镇。总面积439.501平方公里，总人口45014人，人口密度102.4人/平方公里。